# 환상특급 (1959년)
환상특급(The Twilight Zone, 마지막 두 시즌 동안에는 트와일라이트 존(Twilight Zone)으로 마케팅됨)은 미국의 판타지 SF 공포 옴니버스 텔레비전 시리즈로 로드 설링이 제작 및 진행했으며, 1959년 10월 2일부터 1964년 6월 19일까지 CBS에서 5개 시즌 동안 방영되었다. 각 에피소드는 종종 충격적이거나 특이한 사건에 휘말리는 등장인물들이 겪는 독립적인 이야기를 담고 있으며, 이러한 경험을 "트와일라이트 존에 들어가는 것"이라고 묘사한다. 종종 놀라운 결말과 교훈을 포함한다. 주로 SF로 여겨지지만, 이 쇼의 초자연적이고 카프카적인 사건들은 이 쇼를 판타지와 공포에 훨씬 가깝게 만들었다 (SF 에피소드보다 판타지 에피소드가 약 두 배 더 많다). "트와일라이트 존"이라는 문구는 초현실적인 경험을 묘사하는 데 사용되는 용어가 되었다.
이 시리즈는 이미 유명해진 스타들과 나중에 훨씬 더 유명해질 젊은 배우들을 모두 출연시켰다. 설링은 총괄 프로듀서이자 수석 작가로 활동했으며, 쇼의 156개 에피소드 중 92개를 집필하거나 공동 집필했다. 그는 또한 쇼의 호스트이자 내레이터였으며, 각 에피소드의 시작과 끝에 독백을 전달했으며, 일반적으로 오프닝 장면에서 시청자에게 직접 이야기하기 위해 화면에 등장했다. 설링의 오프닝 및 클로징 내레이션은 보통 에피소드의 사건들을 요약하며, 주인공들이 트와일라이트 존에 어떻게 그리고 왜 들어왔는지를 보여준다.

## 개발
1950년대 후반까지 로드 설링은 미국 텔레비전계에서 저명한 인물이었다. 그의 성공적인 텔레비전 극본에는 "패턴스" (크라프트 텔레비전 극장을 위해)와 "권투사의 진혼가" (플레이하우스 90을 위해)가 있었지만, 그는 네트워크와 스폰서들이 끊임없이 변화와 편집을 가하는 것에 좌절했다. "권투사의 진혼가"에서 "성냥 있어?"라는 대사는 스폰서가 라이터를 팔기 때문에 삭제되어야 했다. 다른 프로그램들도 스폰서의 경쟁사를 시청자에게 상기시킬 수 있는 단어를 삭제해야 했으며, 한 사례에서는 스폰서인 포드 모터 컴퍼니가 뉴욕 스카이라인 사진에서 크라이슬러 빌딩을 삭제하게 했다.
1957년 그의 옴니버스 작품 패턴스에 대한 코멘트에 따르면, 설링은 1950년대 초반의 작품보다 더 논란이 될 만한 소재를 파고들려고 노력하고 있었다. 이것은 1956년 유나이티드 스테이츠 스틸 아워를 위한 눈 온 둠즈데이로 이어졌는데, 이는 에밋 틸 피살 사건이 발생했던 미시시피 타운에서 설링이 보았던 방어적 태도와 완전한 회개 부족에 대한 논평이었다. 그의 원래 대본은 틸 사건과 매우 흡사했으며, 나중에 남부에서 다른 곳으로 옮겨지고 피해자는 유대인 전당포 주인으로 바뀌었다가 결국 이름 없는 타운의 단순한 외국인이 되었다.
설링은 SF 배경이 더 사실적인 배경보다 논란이 되는 아이디어를 표현하는 데 더 많은 자유와 간섭을 줄 것이라고 생각했다. "시간 요소"는 설링의 1957년 파일럿 피치로, 1941년 호놀룰루로 돌아가 임박한 진주만 공격에 대해 모든 사람들에게 경고하려다 실패하는 남자에 대한 시간 여행 모험이었다. 하지만 대본은 거부되어 보류되었다가 버트 그래닛이 발견하여 1958년 데실루 플레이하우스의 에피소드로 제작했다. 이 쇼는 큰 성공을 거두었고 설링은 마침내 환상특급의 제작을 시작할 수 있게 되었다. BFI 영화 클래식 도서관에 따르면 "운명의 잔인한 무관심과 흔들림 없는 성격, 그리고 시적인 정의의 아이러니"는 설링의 모티프였다.

## 에피소드

### 시즌 1 (1959–60)
인간에게 알려진 것 너머에 다섯 번째 차원이 있다. 그것은 우주만큼 광대하고 무한대만큼 영원한 차원이다. 그것은 빛과 그림자의 중간 지대이며, 과학과 미신 사이이며, 인간의 두려움의 구덩이와 지식의 정상 사이에 놓여 있다. 이것은 상상력의 차원이다. 우리가 환상특급이라고 부르는 영역이다.— 로드 설링

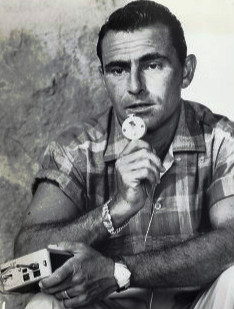
설링이 1959년 받아쓰기 기계를 사용해 대본을 작업하는 모습

환상특급은 1959년 10월 2일에 초연되어 호평을 받았다. "환상특급은 실제로 보고 싶은 유일한 방송이다. 다른 계획을 방해하도록 둘 유일한 시리즈이다"라고 시카고 데일리 뉴스의 테리 터너는 말했다. 데일리 버라이어티는 이 프로그램을 "30분짜리 필름 텔레비전에서 달성된 것 중 최고"라고 평가했으며, 뉴욕 헤럴드 트리뷴은 이 프로그램을 "올해의 확실히 최고이자 가장 독창적인 옴니버스 시리즈"라고 평했다.
이 쇼는 텔레비전 평론가들에게 인기가 있었지만, 시청자 확보에는 어려움을 겪었다. CBS는 최소 21 또는 22의 시청률을 기대했지만, 초기 수치는 훨씬 더 나빴다. 이 시리즈의 미래는 세 번째 에피소드인 "Mr. Denton on Doomsday"가 16.3의 시청률을 기록하면서 위태로워졌다. 그럼에도 불구하고 이 쇼는 11월의 짧은 휴방 기간을 견뎌낼 만큼 충분히 많은 시청자를 확보했으며, 그 후 마침내 ABC와 NBC의 경쟁 프로그램을 앞섰고, 스폰서들(제너럴 푸드와 킴벌리-클라크)을 시즌 끝까지 머물게 설득했다.
"체이서"를 제외하고, 첫 시즌은 로드 설링, 찰스 보몽 및 리처드 매드슨이 집필한 대본을 특징으로 했다. 이 트리오는 시리즈의 156개 에피소드 중 127개를 담당했다. "A World of His Own"을 제외하고, 설링은 (미래 시즌처럼) 첫 시즌 에피소드 중 어떤 에피소드에서도 카메라 앞에 직접 출연하지 않았으며, 오직 내레이션 목소리로만 등장했다. 설링은 다음 주 에피소드를 홍보하는 환상특급 홍보 영상에 화면에 나타났지만, 에피소드 자체에는 아니었다. 이러한 홍보 영상은 처음 방송된 후 수십 년 동안 볼 수 없었다. 많은 영상이 환상특급 DVD 및 블루레이 출시본에 포함되어 출시되었지만, 몇몇은 완전히 유실되었고 일부는 오디오 트랙으로만 남아 있다. 대부분은 전체 에피소드를 시청할 때 파라마운트+를 통해 이용할 수 있다.
시즌의 많은 에피소드는 시리즈에서 가장 유명한 작품들 중 하나로 판명되었는데, "Time Enough at Last", "The Monsters Are Due on Maple Street", "Walking Distance", 그리고 "The After Hours"가 포함된다. 첫 시즌은 설링에게 전례 없는 네 번째 드라마 작문 에미상을 안겨주었고, 설링의 창의적 파트너인 벅 호튼에게는 프로듀서 조합상, 존 브람에게는 감독 조합상, 그리고 최고의 드라마 발표상으로는 휴고상을 수상했다.
버나드 허먼의 오리지널 오프닝 테마 음악은 첫 시즌 내내 사용되었다. 시즌의 마지막 다섯 에피소드에서는 이 쇼의 오리지널 초현실주의적 "구덩이와 정상" 오프닝 몽타주와 내레이션이 눈이 감기는 장면(지는 해를 드러내는)과 더 짧은 내레이션, 그리고 허먼 테마의 축약 버전으로 대체되었다.
일부 시즌 1 에피소드는 수십 년 동안 시즌 2 오프닝이 붙여진 버전으로만 제공되었다. 이 "재테마" 에피소드는 1961년 여름에 여름 재방송을 위해 준비되었다. 제작자들은 매주 쇼에 일관된 오프닝을 갖기를 원했다. 원래 1959/60 방영 기간 동안 허먼의 테마는 모든 시즌 1 에피소드에서 사용되었다. 이 에피소드들의 시즌 1 오프닝은 최근 DVD 및 블루레이 재발매본에 복원되었지만, "Mr. Denton on Doomsday"와 "A Passage for Trumpet"의 두 에피소드에서는 잘못된 오프닝이 복원되었다.

### 시즌 2 (1960–61)
당신은 또 다른 차원을 여행하고 있습니다. 그것은 시각과 소리뿐 아니라 정신의 차원이며, 그 경계가 상상력인 경이로운 땅으로의 여행입니다. 그것은 저 앞에 있는 이정표입니다. 당신의 다음 목적지, 환상특급입니다.— 로드 설링

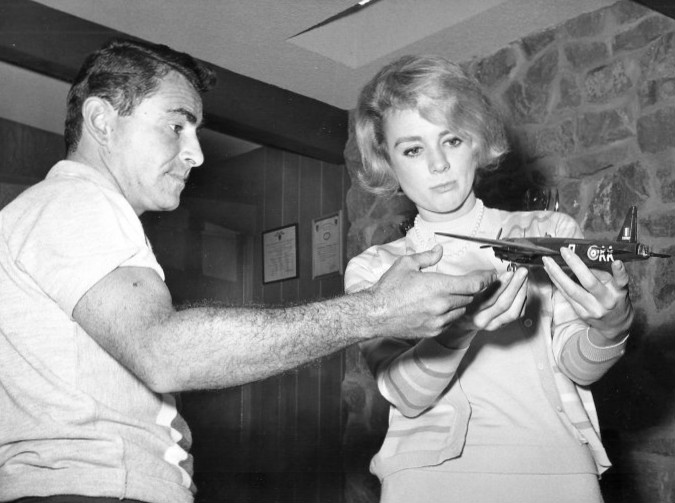
설링이 "무임승객"과 "시간의 지연"에 출연했던 배우 잉거 스티븐스와 함께 모형 비행기를 만드는 모습, 1960

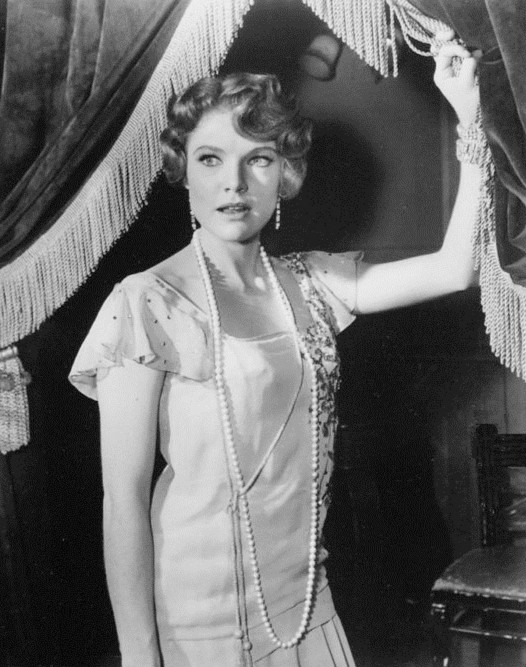
피파 스콧의 "The Trouble With Templeton" 출연 모습

두 번째 시즌은 1960년 9월 30일에 "킹 나인 월 낫 리턴"으로 시작되었는데, 이는 파일럿 에피소드 "Where Is Everybody?"에 대한 설링의 새로운 해석이었다. 이 첫 번째 이야기의 친숙함은 쇼의 새로운 패키징의 참신함과는 극명한 대조를 이루었다. 버나드 허먼의 위엄 있는 오리지널 테마는 마리우스 콩스탕의 더욱 거슬리고 불협화음적인 (그리고 현재 더 익숙한) 기타-앤-봉고 테마로 대체되었다. 감긴 눈은 설링의 내레이션(예: "저 앞에 있는 이정표")의 새로운 이미지에서 영감을 받은 더욱 초현실적인 도입부로 대체되었고, 설링 자신도 (첫 시즌처럼) 목소리 내레이터로만 등장하는 대신 오프닝 내레이션을 선보이기 위해 카메라 앞에 나섰다. 시즌의 첫 세 에피소드의 오프닝은 눈 오프닝의 내레이션을 유지했다.
새로운 스폰서인 콜게이트-파몰리브가 전년도의 킴벌리-클라크를 대체했고(1961년 4월에는 리가트 & 마이어스가 제너럴 푸드를 계승), 새로운 네트워크 경영진인 제임스 오버리가 CBS를 인수했다. 공동 프로듀서 델 라이스만은 "짐 오버리는 쇼에 매우, 매우 어려운 문제였다"고 말했다. "그는 특히 트와일라잇 존에 대해 까다로웠는데, 그 당시에는 특히 비용이 많이 드는 30분짜리 쇼였기 때문이다... 오버리는 [쇼의 예산]에 대해 아주 적은 금액이라도 정말 엄격했다." 쇼의 비용을 줄이려는 노력으로 오버리는 지난 시즌보다 7개 에피소드를 덜 제작하고, 제작되는 6개 에피소드를 필름 대신 비디오테이프로 촬영하도록 명령했는데, 설링은 이를 "생선도 아니고 새도 아닌 것"이라고 비판하며 싫어했다. 시즌 2에 촬영된 두 개의 에피소드("무덤"과 "Nothing in the Dark")는 시즌 3로 넘어갔다.
시즌 2에서는 "보는 자의 눈", "제때", "침입자", "템플턴의 문제점", 그리고 "진짜 화성인은 누구?" 등 이 시리즈에서 가장 호평받는 에피소드들이 많이 제작되었다. 설링, 매티슨, 보몽의 트리오는 새로운 작가들을 영입하기 시작했고, 이번 시즌에는 조지 클레이턴 존슨의 텔레비전 데뷔작이 나왔다. 드라마 작문에서 설링(다섯 번째), 촬영 감독 조지 T. 클레멘스가 에미상을 수상했고, 2년 연속으로 이 시리즈는 최고의 드라마 발표상으로 휴고상을 수상했다. 또한 "더 나은 인종 관계에 대한 뛰어난 기여"로 유니티 상을, "드라마 분야의 뛰어난 프로그램 성취"로 에미상 후보에 올랐다. 환상특급은 뉴턴 미노우의 1961년 역사적인 연설 "텔레비전과 공익"에서 "광활한 황무지"의 대량 생산 쓰레기 속에서 당시 방송 중이던 몇 안 되는 질 좋은 텔레비전 시리즈 중 하나로 언급되었으며, 미노우는 이 시리즈를 "극적이고 감동적"이라고 칭찬했다.

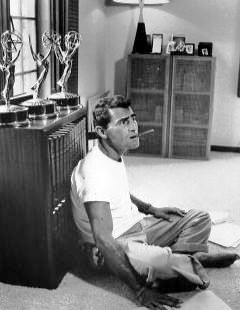
1959년 로드 설링이 집에서 휴식하는 모습

시즌 2가 시작된 지 5주 만에 프로그램 예산에 적자가 발생했다. 새로운 에피소드의 총 개수는 29개로 예상되었는데, 그 중 16개는 1960년 11월까지 이미 촬영되었다. 비용 절감 조치로 6개 에피소드("시간의 지연", "온순한 자의 밤", "완전한 진실", "트웬티 투", "스태틱", 그리고 "장거리 전화")는 더 저렴한 비디오테이프 형식으로 제작되었는데, 이는 또한 카메라 움직임이 적어도 되었다. 또한, 비디오테이프는 1960년대 초에는 비교적 원시적인 매체였다. 테이프 편집은 거의 불가능했다. 따라서 각 에피소드는 스튜디오 사운드 스테이지에서 총 네 대의 카메라를 사용하여 라이브 TV처럼 "카메라 컷"되었다. 비디오테이프 실험의 필수적인 멀티 카메라 설정으로 인해 로케이션 촬영이 어려워져 스토리 라인의 잠재적 범위를 심각하게 제한했다. 이러한 예술적 희생에도 불구하고 최종적으로 절감된 금액은 에피소드당 6,000달러에 불과했으며, 단일 에피소드의 비용보다 훨씬 적었다. 이 실험은 다시 시도되지 않았다. 키네스코프 버전의 비디오테이프 에피소드는 신디케이션으로 재방송되었다.

### 시즌 3 (1961–62)
당신은 또 다른 차원을 여행하고 있습니다. 그것은 시각과 소리뿐 아니라 정신의 차원이며, 그 경계가 상상력인 경이로운 땅으로의 여행입니다. 당신의 다음 목적지... 환상특급입니다.— 로드 설링

환상특급의 총괄 프로듀서, 호스트, 내레이터, 주 작가로서 세 번째 해가 되면서 설링은 피로를 느끼기 시작했다. "이 순간만큼 아이디어가 고갈된 적은 없었다." 첫 두 시즌 동안 그는 48개의 대본을 기여했는데, 이는 쇼 전체 제작량의 73%에 해당한다. 그는 이번 시즌 제작량의 56%를 기여했다. "이제 쇼가 스스로를 먹고사는 것 같다"고 시즌 두 번째 에피소드에 대해 버라이어티 평론가는 말했다. 이번 시즌의 스폰서에는 체스터필드, 버퍼린 정제, 펩시 콜라 등이 포함되었다.
자신의 공언한 피로에도 불구하고, 설링은 다시 한 번 "괜찮은 삶", "인간을 위한 봉사", "길 잃은 어린 소녀", 그리고 "Five Characters in Search of an Exit"와 같이 널리 고전으로 여겨지는 여러 텔레플레이를 제작했다. 몽고메리 피트먼과 얼 햄너 주니어의 대본이 매티슨과 보몽의 제작량을 보충했고, 조지 클레이턴 존슨은 복잡한 주제를 탐구하는 세 개의 텔레플레이를 제출했다. "나는 전기체를 노래한다"는 레이 브래드버리가 집필했다. 시즌이 끝날 무렵, 이 시리즈는 100개가 넘는 에피소드를 달성했다.
환상특급은 두 개의 에미상 후보에 올랐지만(촬영과 미술 디자인), 어느 상도 수상하지 못했다. 이 시리즈는 "최고의 드라마 발표상"으로 다시 한번 휴고상을 수상하여, 2008년 닥터 후가 동률을 이루기 전까지 유일하게 세 번 수상한 작품이 되었다.
1962년 봄, 환상특급은 네 번째 시즌의 스폰서를 찾는 데 늦어졌고, CBS의 가을 편성표에서 페어 익스체인지라는 새로운 1시간짜리 시트콤으로 대체되었다. 이 명백한 취소 이후의 혼란 속에서 제작자 벅 호튼은 포 스타 프로덕션의 자리로 시리즈를 떠났다. 한편 설링은 모교인 안티오크 칼리지의 교수직을 수락했다. 비록 시리즈가 결국 갱신되었지만, 총괄 프로듀서로서 설링의 기여는 마지막 시즌에 줄어들었다.

### 시즌 4 (1963)
당신은 상상력의 열쇠로 이 문을 엽니다. 그 너머에는 또 다른 차원이 있습니다. 소리의 차원, 시각의 차원, 정신의 차원입니다. 당신은 그림자와 실체의 땅, 사물과 아이디어의 땅으로 이동하고 있습니다. 당신은 방금 환상특급으로 건너온 것입니다.— 로드 설링

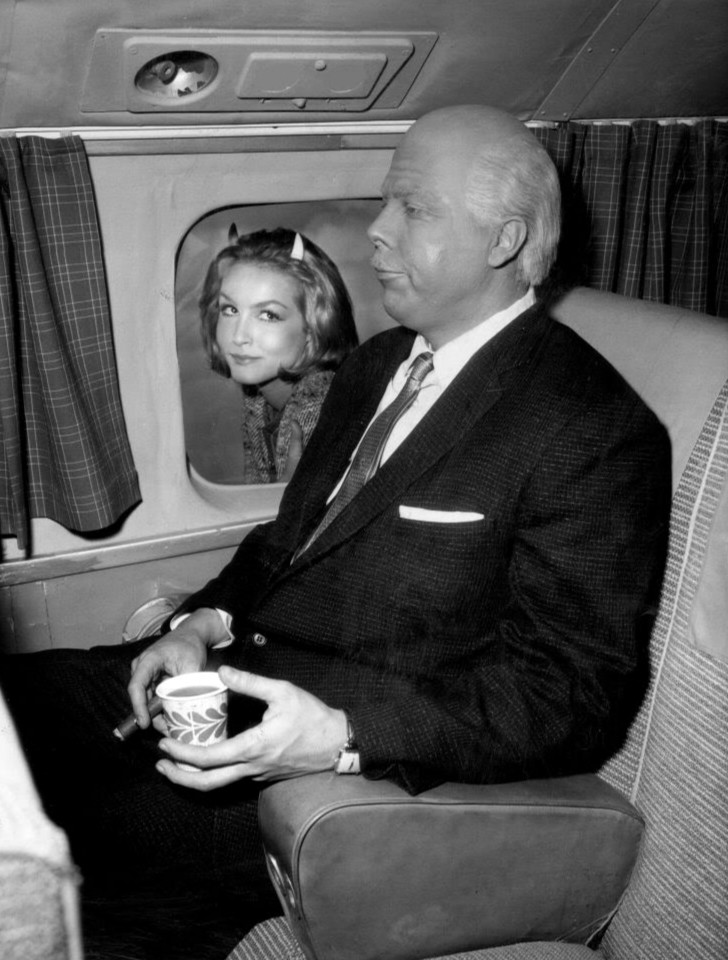
줄리 뉴마와 앨버트 서미가 "Of Late I Think of Cliffordville"에 출연한 모습

1962년 11월, CBS는 1962년 9월 편성표에서 이 시리즈를 대체했던 바로 그 쇼인 페어 익스체인지의 시즌 중간 1월 대체 프로그램으로 트와일라이트 존(The가 빠짐)과 계약했다. 페어 익스체인지 시간대를 채우기 위해 각 에피소드를 한 시간으로 늘려야 했는데, 이는 설링에게는 잘 맞지 않는 아이디어였다. 제작진에게도 마찬가지였다. "우리의 쇼는 완벽한 30분짜리 쇼이다... 1시간으로 가면 이야기를 살려야 하는데, 멜로드라마처럼 될 것이다. 시청자는 15분 동안 보고 나서도 트와일라이트 존에 있는지 데실루 플레이하우스에 있는지 모를 것이다"라고 설링은 답했다. 허버트 허시먼이 오랫동안 프로듀서였던 벅 호튼을 대신해 고용되었다. 허시먼의 첫 번째 결정 중 하나는 새로운 오프닝 시퀀스를 연출하는 것이었는데, 이 시퀀스는 우주에 떠 있는 문, 눈, 창문 및 기타 물체를 보여주는 것이었다. 그의 두 번째 과제는 좋은 대본을 찾고 제작하는 것이었다. 스폰서에는 존슨앤드존슨이 포함되었다.
이번 시즌의 트와일라이트 존은 다시 한번 신뢰할 수 있는 트리오인 설링, 매티슨, 보몽에게 의존했다. 하지만 이번 시즌에는 설링의 기여가 제한적이었다. 그는 여전히 대부분의 텔레플레이를 제공했지만, 총괄 프로듀서로서 사실상 부재했고, 호스트로서 그의 교묘한 내레이션은 로스앤젤레스에 드물게 방문하는 동안 회색 배경 앞에서 연속으로 촬영해야 했다. 발달 중인 뇌 질환의 합병증으로 인해 보몽의 기여도 크게 감소하기 시작했다. 얼 햄너 주니어와 레지널드 로즈에게 추가 대본이 의뢰되어 공백을 메웠다.
시즌에 5개 에피소드가 남았을 때, 허시먼은 NBC의 새로운 시리즈인 에스피오나지에 참여하라는 제안을 받고 버트 그래닛으로 대체되었는데, 그는 이전에 "시간 요소"를 제작했다. 그래닛의 첫 임무 중에는 설링이 시즌에서 가장 효과적인 에피소드라고 생각한 "On Thursday We Leave for Home"이 있었다. 촬영상 에미상 후보와 휴고상 후보에 올랐다.

### 시즌 5 (1963–64)
설링은 나중에 "너무 많이 써서 좋은 것과 나쁜 것의 관점을 잃기 시작했다"고 주장했다. 이 마지막 시즌이 끝날 무렵, 그는 5년 동안 92개의 대본을 기여했다. 이번 시즌의 새로운 대체 스폰서는 아메리칸 토바코와 프록터 앤드 갬블이었다. 쇼는 30분 형식으로 돌아왔다.
보몽은 거의 완전히 빠져나와 제리 솔과 존 토멀린의 고스트라이터를 통해 대본을 기여했으며, 13개 에피소드만 제작한 후 버트 그래닛이 떠나고 윌리엄 프로그로 대체되었다. 설링은 플레이하우스 90에서 그와 함께 일한 적이 있었다.

윌리엄 샤트너가 "Nightmare at 20,000 Feet"에 출연한 모습

프로그는 여러 가지 인기 없는 결정을 내렸는데, 첫째로 그래닛의 임기 동안 구매한 여러 대본(매티슨의 "인형"을 포함하여, 1986년 어메이징 스토리에서 마침내 제작되었을 때 작가 조합상 후보에 올랐던)을 보류했다. 둘째로, 프로그는 조지 클레이턴 존슨의 텔레플레이 티크 오브 타임을 완전히 다시 쓰기 위해 리처드 드로이를 고용했을 때 존슨을 소외시켰는데, 결국 "구십 년의 잠"으로 제작되었다. 존슨은 그 결과 대본에 대해 "플롯을 하찮게 만든다"고 불평하며, 에피소드의 최종 버전에 대한 화면 크레딧을 "존슨 스미스"로 달라고 주장했다. 티크 오브 타임은 존슨의 마지막 환상특급 기여작이 되었다.
이러한 조건 하에서도 "Nightmare at 20,000 Feet", "스톱워치 같은 것", "마스크", 그리고 "살아있는 인형"을 포함한 여러 기억에 남는 에피소드들이 제작되었다. 이 시즌은 에미상을 받지 못했지만, 아울 시냇물 다리에서 생긴 일—1962년 프랑스 단편 영화로, 방송을 위해 약간 수정됨—은 1963년 아카데미상에서 최우수 단편 영화상을 받았다. 이것은 앰브로즈 비어스의 동명의 단편 소설을 바탕으로 한 것이었다. 설링은 이것을 "놀라운 것의 대가인 과거의 거장이 만든 놀라운 것에 대한 잊히지 않는 연구"라고 소개한다.
1964년 1월 말, CBS는 쇼의 취소를 발표했다. "이유는 어찌 됐든, 짐 오버리는 쇼가 지겹다고 결정했다... 그는 예산 초과와 시청률 부진을 주장했다"고 프로그는 설명했다. 하지만 설링은 데일리 버라이어티에 자신이 "네트워크를 취소하기로 결정했다"고 반박했다. ABC는 설링을 그들의 네트워크로 데려와 더 명시적으로 공포 테마의 시리즈인 "마녀, 마법사, 늑대인간"을 쓰게 하려 했지만, 설링은 감명받지 않았다. "네트워크 경영진은 매주 괴물을 선호하는 것 같고, 우리는 상당한 의견 차이가 있는 것 같다. 내 쇼가 초자연적인 것을 싫어하지는 않지만, 매주 공동묘지에 예약되고 싶지는 않다." 얼마 지나지 않아 설링은 환상특급의 40% 지분을 CBS에 매각하고, 1969년 제6지대가 데뷔할 때까지 초자연적인 것을 포함한 모든 프로젝트에서 손을 뗐다.

## 캐스팅
반복되는 캐릭터가 없는 옴니버스 시리즈인 환상특급에는 게스트 스타들이 다양하게 출연했으며, 그중 일부는 여러 에피소드에 출연했다. 이 쇼에는 나중에 유명해진 배우들의 초기 공연이 포함되어 있다. 그중에는 시어도어 비켈, 빌 빅스비, 로이드 보크너, 모건 브리타니, 찰스 브론슨, 캐럴 버넷, 도나 더글러스, 로버트 듀발, 버디 엡슨, 피터 포크, 콘스턴스 포드, 조앤 해킷, 데니스 호퍼, 론 하워드, 짐 허튼, 잭 클러그먼, 마틴 랜다우, 클로리스 리치먼, 진 마시, 엘리자베스 몽고메리, 빌리 뮤미, 줄리 뉴마, 바버라 니콜스, 레너드 니모이, 로버트 레드퍼드, 버트 레이놀즈, 재니스 룰, 텔리 사바라스, 윌리엄 샤트너, 딘 스톡웰, 조지 타케이, 조이스 밴패튼, 잭 워든, 조너선 윈터스, 그리고 딕 요크가 있다. 다른 에피소드에는 경력 후반기의 배우들, 예를 들어 데이나 앤드루스, 조앤 블론델, 앤 블라이스, 아트 카니, 잭 카슨, 글래디스 쿠퍼, 윌리엄 데머레스트, 앤디 더바인, 세드릭 하드위크, 조세핀 허친슨, 버스터 키턴, 이다 루피노, 리 마빈, 케빈 매카시, 버지스 메러디스, 애그니스 무어헤드, 앨런 내피어, 프랜초 톤, 미키 루니, 그리고 에드 윈의 공연이 포함된다. 클러그먼과 메러디스는 네 에피소드 출연 기록으로 가장 많은 주연을 맡았다.
(두 번 이상 출연한) 조연 배우로는 존 앤더슨, 존 데너, 시릴 드레반티, 베티 가드, 산드라 굴드, 낸시 컬프, 세리아 로프스키, 이브 맥비프, 네헤미아 퍼소프, 앨버트 서미, 비토 스코티, 올란 술, 해럴드 J. 스톤, 그리고 에스텔 윈우드가 있다. 가장 많은 에피소드에 출연한 배우는 로버트 맥코드이다.

## 음악
버나드 허먼과 제리 골드스미스 외에도 네이선 반 클리브, 레너드 로젠먼, 프레드 스타이너, 프란츠 왁스만 등이 음악에 기여했다. 시즌 1은 허먼의 오케스트라 타이틀 테마를 특징으로 했으며, 그는 또한 첫 번째 에피소드 "Where Is Everybody?"를 포함한 7개 에피소드에 대한 오리지널 악보를 작곡했다. 이 쇼와 가장 많이 연관된 기타 테마는 프랑스 아방가르드 작곡가 마리우스 콩스탕이 CBS가 시리즈를 위한 업무상 저작물 라이브러리 음악으로 의뢰한 짧은 큐 모음의 일부로 작곡했다. 기타 연주자는 하워드 로버츠였다. 시즌 2부터 사용된 이 테마는 "Etrange 3 (이상한 3번)"와 "Milieu 2 (중간 2번)"라는 두 개의 라이브러리 큐를 이어붙인 것이다. 바레스 사라반드는 이 시리즈의 음악 앨범 여러 장을 발매했는데, 오리지널 악보가 있는 에피소드에 초점을 맞췄다.
Volume 1
1. Main Title Theme – Marius Constant (:27)
2. The Invaders – Jerry Goldsmith (12:57)
3. Perchance To Dream – Nathan Van Cleave (9:52)
4. Walking Distance – Bernard Herrmann (12:52)
5. The Sixteen-Millimeter Shrine – Franz Waxman (10:55)
6. End Title Theme – Marius Constant (:42)

Volume 2
1. Main Title Theme – Bernard Herrmann (1:11)
2. Where Is Everybody? – Bernard Herrmann (11:19)
3. 100 Yards Over The Rim – Fred Steiner (12:14)
4. The Big Tall Wish – Jerry Goldsmith (11:52)
5. A Stop at Willoughby – Nathan Scott (12:24)
6. End Title Theme – Bernard Herrmann (1:05)

Volume 3
1. Alternate Main Title Theme – Marius Constant (:38)
2. Back There – Jerry Goldsmith (12:51)
3. And When The Sky Was Opened – Leonard Rosenman (11:54)
4. A World Of Difference – Nathan Van Cleave (11:48)
5. The Lonely – Bernard Herrmann (11:09)
6. Alternate End Title – Marius Constant (:54)

Volume 4
1. Alternate Main Title – Bernard Herrmann (:28)
2. Jazz Theme One – Jerry Goldsmith (9:12)
3. Jazz Theme Two – Jerry Goldsmith (3:12)
4. Jazz Theme Three – Rene Garriguenc (4:04)
5. Nervous Man in a Four Dollar Room – Jerry Goldsmith (8:16)
6. Elegy – Nathan Van Cleave (8:14)
7. King Nine Will Not Return – Fred Steiner (11:11)
8. Two – Nathan Van Cleave (12:09)
9. Alternate End Title – Bernard Herrmann (:43)

Volume 5
1. Alternate Main Title #2 – Bernard Herrmann (:29)
2. I Sing The Body Electric – Nathan Van Cleave (11:41)
3. The Passerby – Fred Steiner (12:58)
4. The Trouble With Templeton – Jeff Alexander (11:46)
5. Dust – Jerry Goldsmith (11:33)
6. Alternate End Title #2 – Bernard Herrmann (1:07)

위의 많은 것들이 실바 아메리카에서 발매한 4디스크 세트에 포함되었다. 바레스는 또한 허먼이 작곡한 이 시리즈의 7개 악보("Where Is Everybody?", "Walking Distance", "The Lonely", "Eye of the Beholder", "Little Girl Lost", "Living Doll", 그리고 "Ninety Years Without Slumbering")의 재녹음 2디스크 세트를 발매했는데, 이는 조엘 맥닐리가 지휘했다. 이 발매본과 함께 버나드 허먼이 작곡한 "Walking Distance" 에피소드 악보는 프랑수아 트뤼포의 화씨 451도 악보의 새로운 녹음과 함께 모스크바 심포니 오케스트라가 연주하고 윌리엄 T. 스트롬베르크가 지휘했으며 Tribute Film Classics에서 발매한 재녹음본을 받았다.

## 1961년LP레코드 발매
그 해 마티 매닝과 그의 오케스트라는 콜럼비아 레코드에서 LP 레코드 "트와일라잇 존: 어 사운드 어드벤처 인 스페이스"를 발매했다.
이 음반은 뉴욕 시 최고의 세션 음악가들과 함께 녹음되었는데, 문델 로우 (기타), 제리 머라드 (하모니카), 해리 브루어 (비브라폰), 필 크라우스 (퍼커션) 등이 참여했다. 리릭 소프라노 로이스 헌트는 가사 없는 보컬을 제공했으며, 테오 마세로는 특수 효과로 크레딧에 올랐다. 매닝 자신은 세르팡, 온돌라인 및 옹드 마르트노를 연주한 것으로 크레딧에 올랐다.
첫 번째 트랙은 타이틀 테마였다. 그 후, 다른 트랙들과 작곡가들은 다음과 같았다.

### side A
1. 트와일라잇 존 (2:07)
작곡 - M. 매닝
2. 금지된 행성 (2:28)
작곡 - D. 로즈
3. 잃어버린 주말 테마 (2:41)
작곡 - 미클로스 로자
4. 초대 (3:04)
작곡 - B. 캐퍼
5. 당신은 꿈에서 벗어났습니다 (2:16)
작곡 - 거스 칸-N.H. 브라운
6. 알 수 없는 것 (2:15)
작곡 - M. 매닝

### side B
1. 먼 곳 (2:13)
작곡 - J. 위트니-A.C. 크레이머
2. 스펠바운드 협주곡 (2:16)
작곡 - 미클로스 로자
3. 마법사의 제자 (2:16)
편곡 - 마티 매닝
작곡 - 뒤카스
4. 달이 낮다 (2:25)
작곡 - A. 프리드-N.H. 브라운
5. 벌거벗은 산의 밤 (2:19)
편곡 - 마티 매닝
작곡 - 무소르그스키
6. 샹그릴라 (n/a)
작곡 - R. 맥스웰-M. 말넥

## 방송 역사
| 시즌          | 방송 시간                  |
| ------------- | -------------------------- |
| 1 (1959–1960) | 금요일 밤 10:00-10:30 E.T. |
| 2 (1960–1961) | 금요일 밤 10:00-10:30 E.T. |
| 3 (1961–1962) | 금요일 밤 10:00-10:30 E.T. |
| 4 (1963)      | 목요일 밤 9:00-10:00 E.T.  |
| 5 (1963–1964) | 금요일 밤 9:30-10:00 E.T.  |

## 유산
환상특급은 역대 최고의 TV 시리즈 중 하나로 널리 평가받는다. 2002년, 이 시리즈는 TV 가이드가 선정한 역대 최고의 TV 프로그램 50선에서 26위를 차지했다. 2004년에는 TV 가이드의 역대 최고의 컬트 쇼 목록에서 8위를 차지했으며, 3년 후에는 9위로 이동했다. 2013년에는 미국 작가 조합이 선정한 역대 최고의 작문 TV 시리즈 3위에 올랐고, TV 가이드는 역대 4번째로 위대한 드라마, 2번째로 위대한 SF 쇼 그리고 역대 5번째로 위대한 쇼로 평가했다. 2016년에는 롤링 스톤이 선정한 역대 최고의 쇼 100선 목록에서 7위를 차지했으며, 2022년에는 12위를 차지했다. 2023년, 버라이어티는 환상특급을 역대 최고의 TV 쇼 100선 목록에서 14위로 선정했다. 2024년, 보스턴 글로브 TV 평론가 매튜 길버트는 이 쇼가 "종영 60년 후에도 여전히 TV에서 가장 영향력 있는 시리즈"라고 말했다.
1997년, "인간을 위한 봉사"와 "괜찮은 삶"은 TV 가이드 선정 역대 최고의 에피소드 100선에서 각각 11위와 31위를 차지했다. 설링 자신은 "침입자"와 "Time Enough at Last"를 자신이 가장 좋아하는 에피소드로 꼽았다.

## 수상 및 후보
환상특급은 프라임타임 에미상 후보에 네 차례 올라, 드라마 부문 뛰어난 작문 성과로 두 차례 수상했다.
| 연도 | 협회              | 부문                             | 후보      | 결과 |
| ---- | ----------------- | -------------------------------- | --------- | ---- |
| 1960 | 프라임타임 에미상 | 드라마 부문 뛰어난 작문 성과     | 로드 설링 | 수상 |
| 1961 | 프라임타임 에미상 | 드라마 분야 뛰어난 프로그램 성과 | 환상특급  | 후보 |
| 1961 | 프라임타임 에미상 | 드라마 부문 뛰어난 작문 성과     | 로드 설링 | 수상 |
| 1962 | 프라임타임 에미상 | 드라마 부문 뛰어난 작문 성과     | 로드 설링 | 후보 |
| 1963 | 골든 글로브상     | TV 프로듀서/감독 최우수상        | 로드 설링 | 수상 |

## 미디어

### 신디케이션
대부분의 에피소드는 계속해서 신디케이션으로 방송된다. 시리즈 취소 후, 설링은 신디케이션의 미래와 자신이 얻을 로열티에 대해 알지 못한 채 CBS에 자신의 권리를 매각했다.
미국에서는 Syfy 채널에서 에피소드를 전국적으로 방송한다. 심야 시간대와 보통 매년 신년 전야 새해 첫날과 미국 독립 기념일에 방영하는 마라톤 방송에서 정기적으로 볼 수 있다. Syfy 방송은 시간대에 더 많은 광고를 특징으로 하기 위해 재편집되는 경우가 많으며, 22분 또는 44분의 최대 에피소드 재생 시간을 맞추기 위함이다.
원래 신디케이션 패키지에 포함되지 않은 에피소드가 5개 있었다. 이 중 3개("Sounds and Silences", "미니어처", "A Short Drink From a Certain Fountain")는 저작권 침해 소송에 연루되었다. 나머지 2개는 신디케이션에 전혀 포함되지 않았는데 (모두 시즌 5), "아울 시냇물 다리에서 생긴 일"(프랑스 단편 영화로, 제작자들과의 합의에 따라 두 번 방영됨)과 "만남"(인종적 암시 때문에 첫 방영 후 중단됨)이다. "만남"은 2016년 Syfy에서 처음으로 방영되었다.

### 홈 미디어
환상특급은 리전 1 DVD로 이미지 엔터테인먼트에서 처음 출시되었다. 모든 출시본은 무삭제 에피소드를 특징으로 한다. 시즌 출시본(더 데피니티브 컬렉션 및 블루레이)에는 라디오 드라마와 "다음 주" 홍보 영상도 포함되어 있다 (시즌 DVD의 일부 홍보 영상은 오디오만 제공된다). 다양한 출시본에는 다음이 포함된다.
- 각 3~4개 에피소드로 구성된 43개 볼륨 (1998년 12월 29일 – 2001년 6월 12일 출시)
- 9개 디스크 컬렉션 DVD 세트 5개 (2002년 12월 3일 – 2003년 2월 25일 출시)
- 시즌 세트: 환상특급: 더 데피니티브 컬렉션 (2004년 12월 28일 – 2005년 12월 26일 출시)
- 환상특급: 더 컴플리트 데피니티브 컬렉션, 28개 디스크 (2006년 10월 3일 출시)[43]
- 환상특급: 컴플리트 시리즈 (에피소드 전용 컬렉션), 25개 디스크 (2013년 11월 19일 출시; 2016년 11월 11일 재발매)[44]

컴필레이션
- 트와일라잇 존의 보물 (3개 에피소드 컴필레이션, 1997년 11월 24일 출시)[45]
- 트와일라잇 존의 더 많은 보물 (3개 에피소드 컴필레이션, 1998년 11월 24일 출시)[46]
- 환상특급: 40주년 선물 팩 (19개 에피소드 컴필레이션, 1999년 9월 21일 출시)[47]
- 환상특급: 팬이 좋아하는 에피소드 (19개 에피소드 컴필레이션, 2010년 10월 26일 출시)[48]
- 환상특급: 더 많은 팬이 좋아하는 에피소드 (20개 에피소드 컴필레이션, 2012년 5월 8일 출시)[49]
- 환상특급: 필수 에피소드 (17개 에피소드 컴필레이션, 2014년 7월 4일 출시; 2016년 10월 11일 재발매)[50][51]

한정판 세트
- 환상특급: 골드 컬렉션, 전 시리즈를 담은 49개 디스크 세트로, V3 미디어에서 2002년 12월 2일에 출시되었다. 이 세트는 2,500장만 제작되었다.[52]

블루레이 
참고: 모든 블루레이 발매본은 지역 A이다.
- 환상특급: 시즌 1 (2010년 9월 14일 출시)[53][54]
- 환상특급: 시즌 2 (2010년 11월 16일 출시)[55]
- 환상특급: 시즌 3 (2011년 2월 15일 출시)
- 환상특급: 시즌 4 (2011년 5월 17일 출시)
- 환상특급: 시즌 5 (2011년 8월 30일 출시)
- 환상특급: 컴플리트 시리즈, 24개 디스크 (2012년 6월 5일 출시; 2016년 12월 13일 재발매)

1958년 데실루 플레이하우스 에피소드 "시간 요소"는 환상특급의 "첫" 파일럿으로 여겨지는데 (위 참조), 블루레이 출시본(시즌 1과 함께)에 보너스 기능으로 포함되어 있지만, 그 이전 DVD 출시본에는 포함되지 않았다.
영국 출시
프레맨틀 미디어는 2011년과 2012년 초에 환상특급의 각 시즌 박스 세트를 DVD와 블루레이로 모두 출시했다. 이 세트들은 높은 평가를 받았으며 가디언으로부터 2011년 최고의 특별 기능 부문 상을 수상했다. 이 블루레이와 DVD는 멀티 지역으로 전 세계 어디에서나 재생할 수 있다.

### 라디오
2002년, BBC는 제작자 칼 아마리와 계약하여 로드 설링 재단으로부터 TV 시리즈를 BBC 라디오 4 엑스트라의 주간 라디오 드라마 시리즈로 제작할 권리를 얻었고, 이것은 미국에서 CBS 엔터프라이즈에 구매 및 배포되었다. 이 시리즈는 스테이시 키치가 로드 설링의 내레이터 역할을 맡고 각 40분짜리 오디오 드라마에는 할리우드 유명 인사가 주연으로 출연한다. 일부 스타로는 짐 커비젤, 블레어 언더우드, 제이슨 알렉산더, 제인 시모어, 루 다이아몬드 필립스, 루크 페리, 마이클 요크, 숀 애스틴, 그리고 어니 허드슨 등이 있다. 에피소드는 전국적으로 수백 개의 라디오 방송국과 시리우스/XM에서 방송되며 다운로드 가능하다.

### 온라인 배포
2019년 4월 기준으로, 시리즈의 모든 30분짜리 에피소드(시즌 1-3 및 5)는 브라질, 멕시코, 미국에서 넷플릭스 인스턴트 스트리밍으로 이용할 수 있다.
시리즈의 다섯 시즌 전체는 훌루, 아마존 비디오, 그리고 아이튠즈에서 이용할 수 있다.
로드 설링이 녹음한 홍보 영상을 포함한 모든 시즌은 파라마운트+에서 이용할 수 있다.

## 리바이벌
이 시리즈는 세 차례 부활했다:
- 환상특급 (1985–1989)
- 환상특급 (2002–2003)
- 환상특급 (2019–2020)

## 같이 보기
- 환상특급 (영화) (1983)
- 환상특급: 로드 설링의 잃어버린 고전 (1994) 미국 TV 영화
- 환상특급 (프랜차이즈)
- 환상특급 타워 오브 테러 (테마파크 놀이기구)
- 텔레비전 SF
- 로드 설링의 제6지대